# 罗德阿尔本
罗德阿尔本（德語：Rodalben，發音：[ˈʁoːtˌʔalbm̩] ⓘ）是德国莱茵兰-普法尔茨州西南普法尔茨县的城市，面积15.69平方千米，2023年12月31日人口为6,768人。

罗德阿尔本 - Rodalben
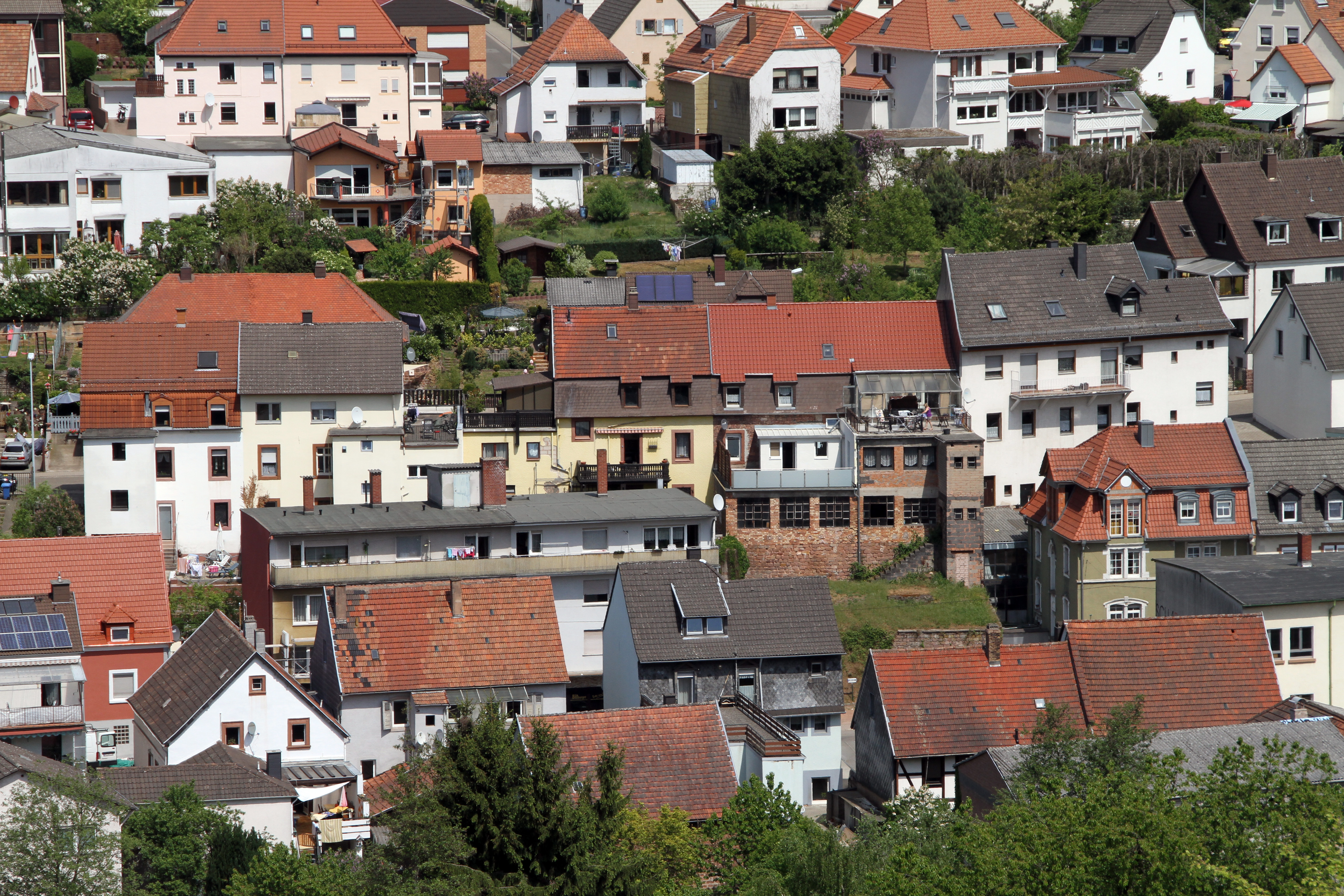
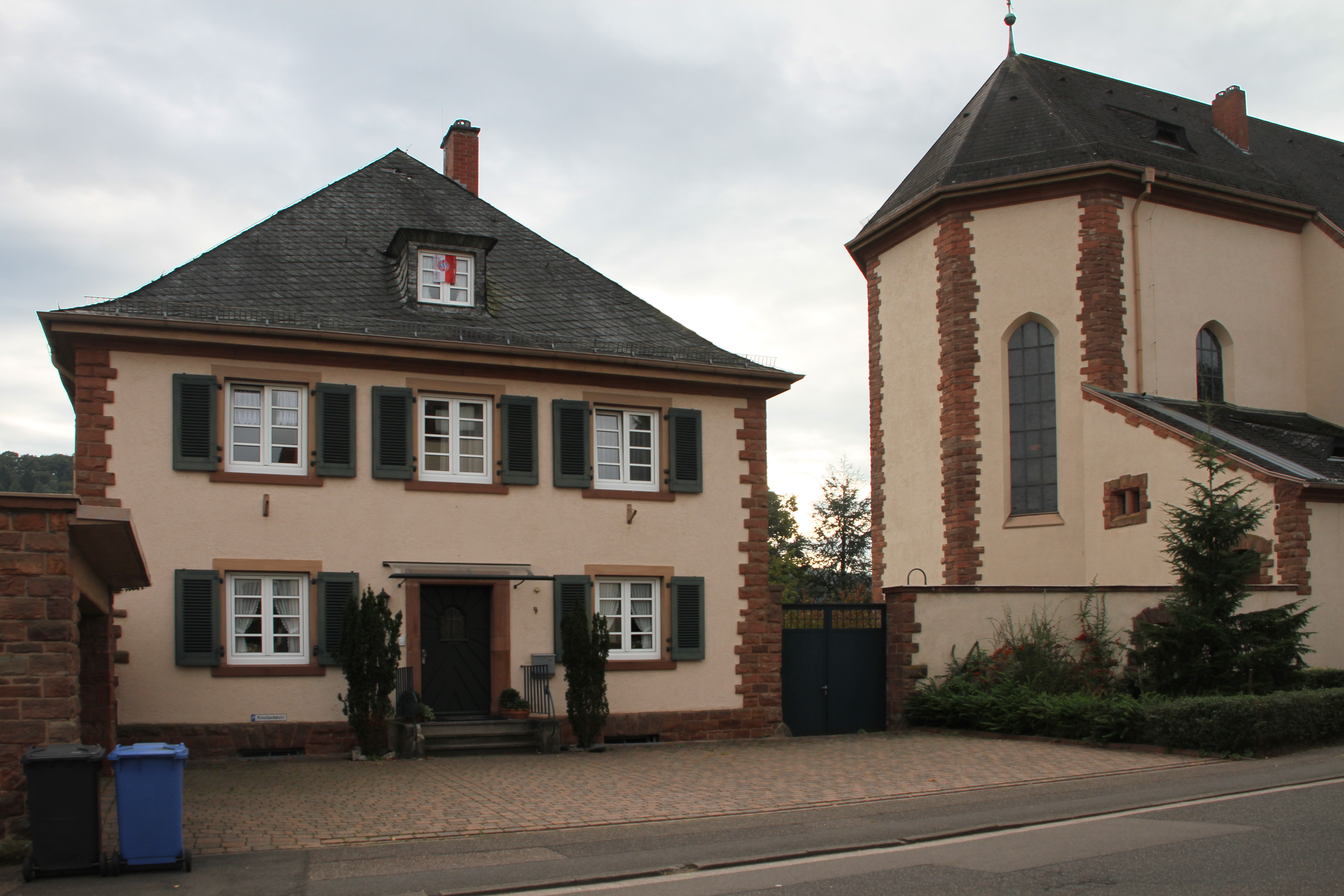
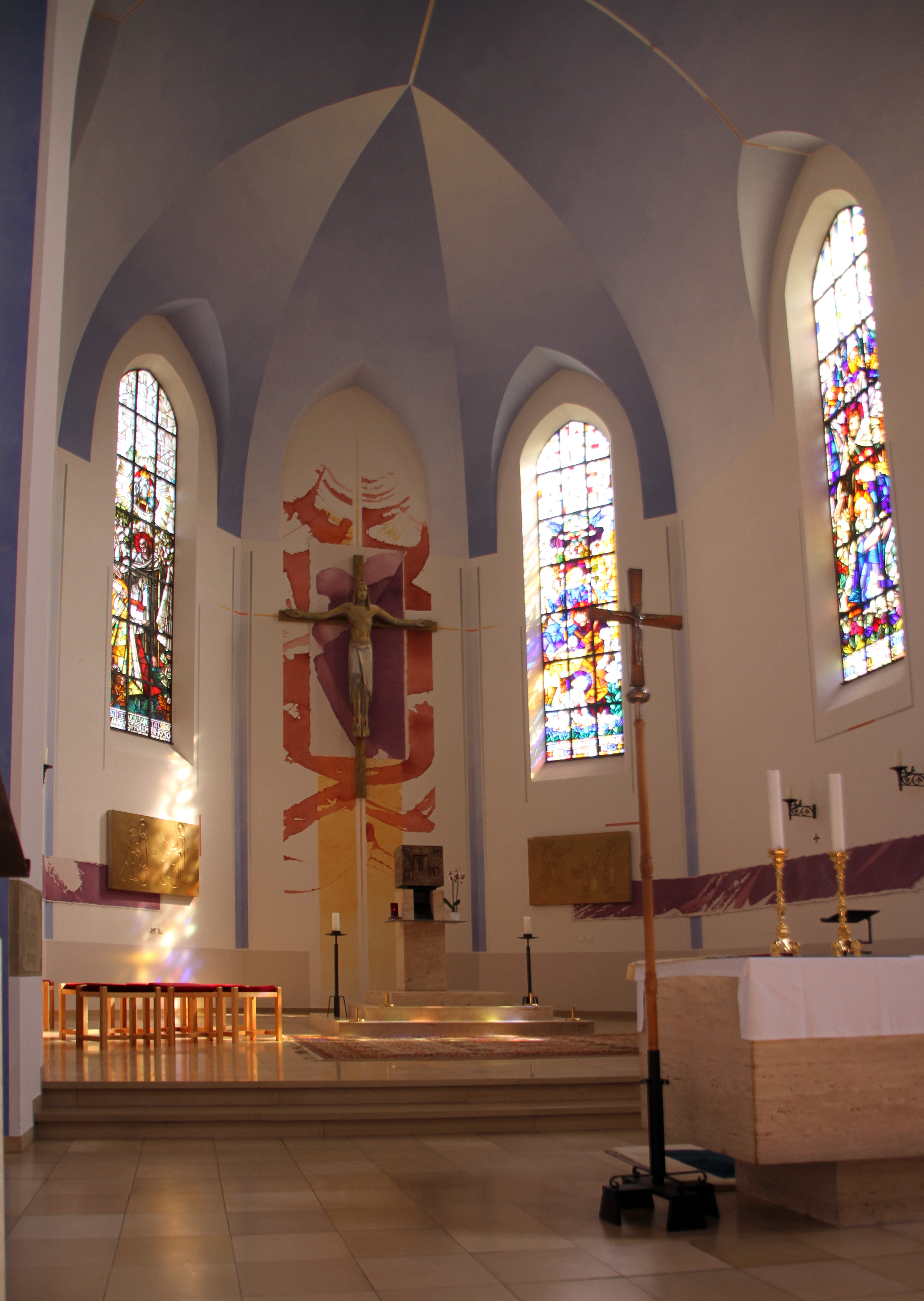
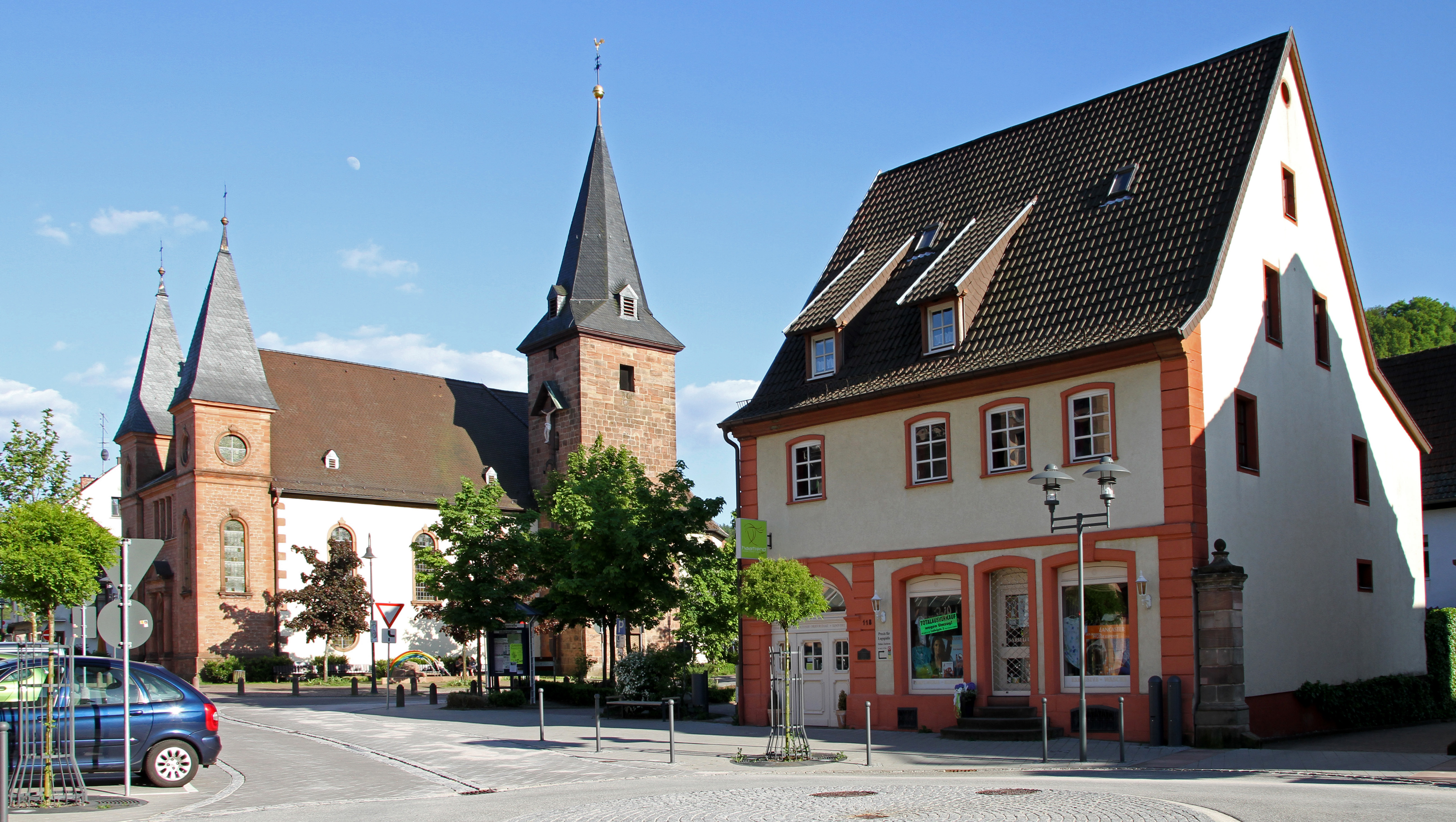
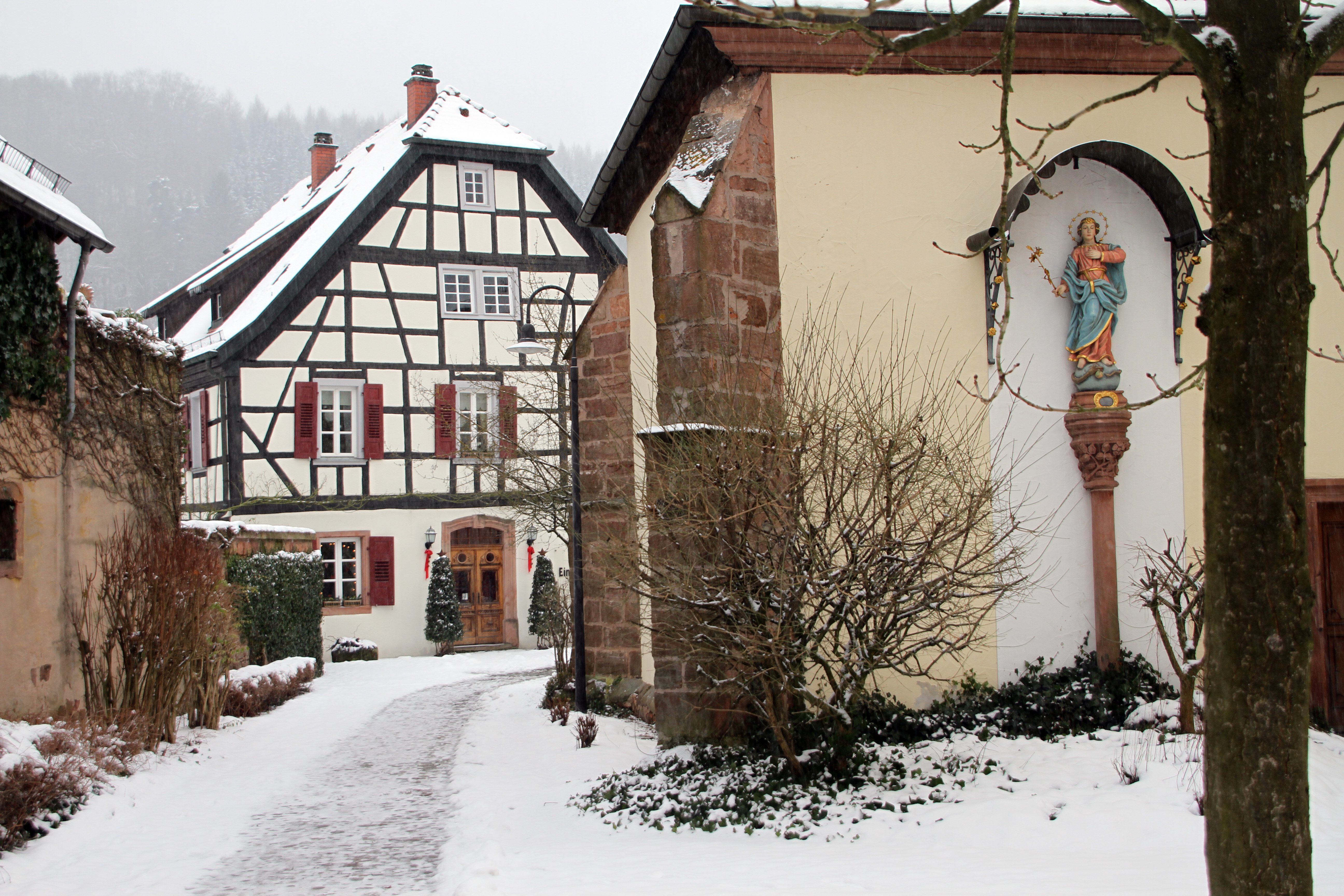
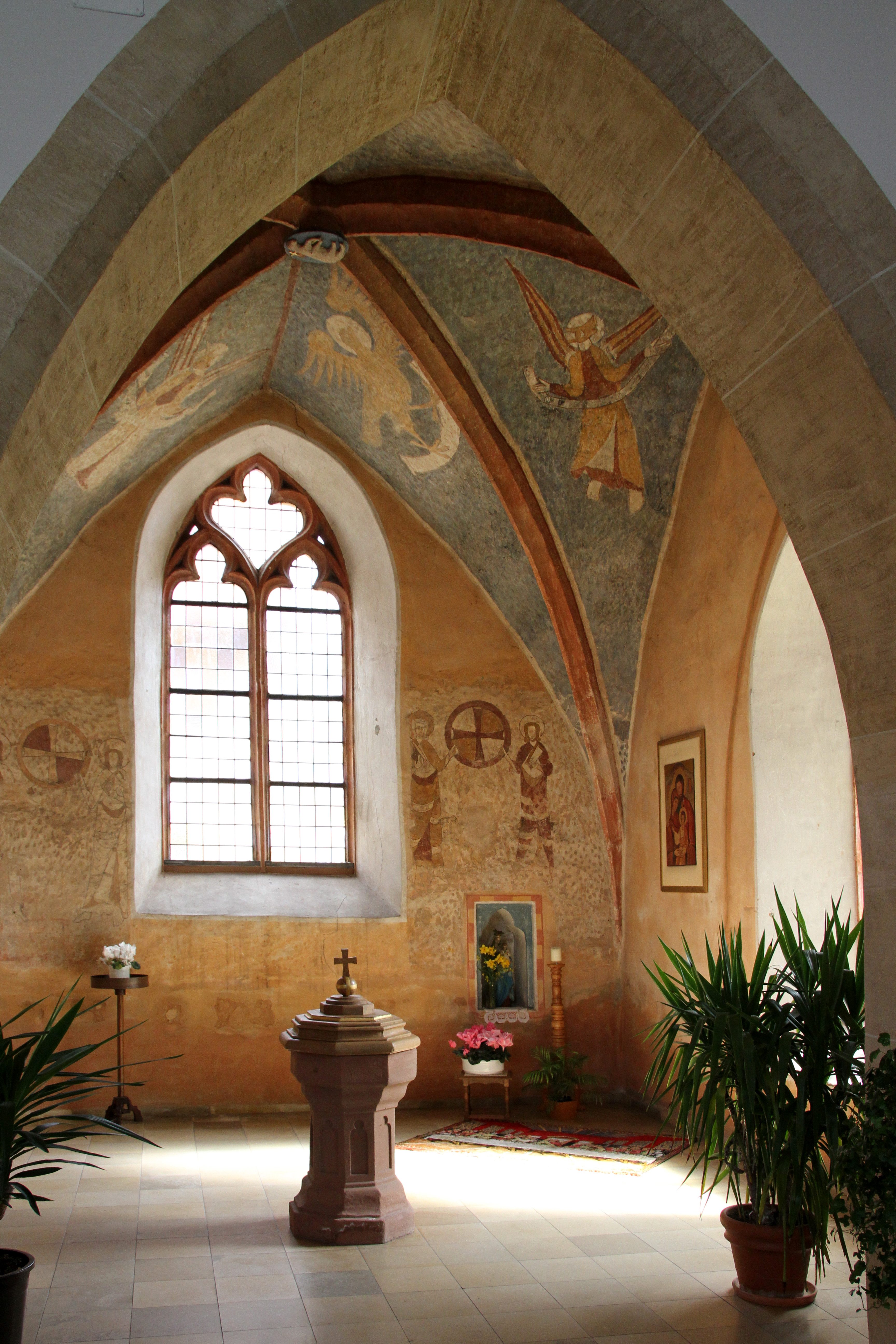
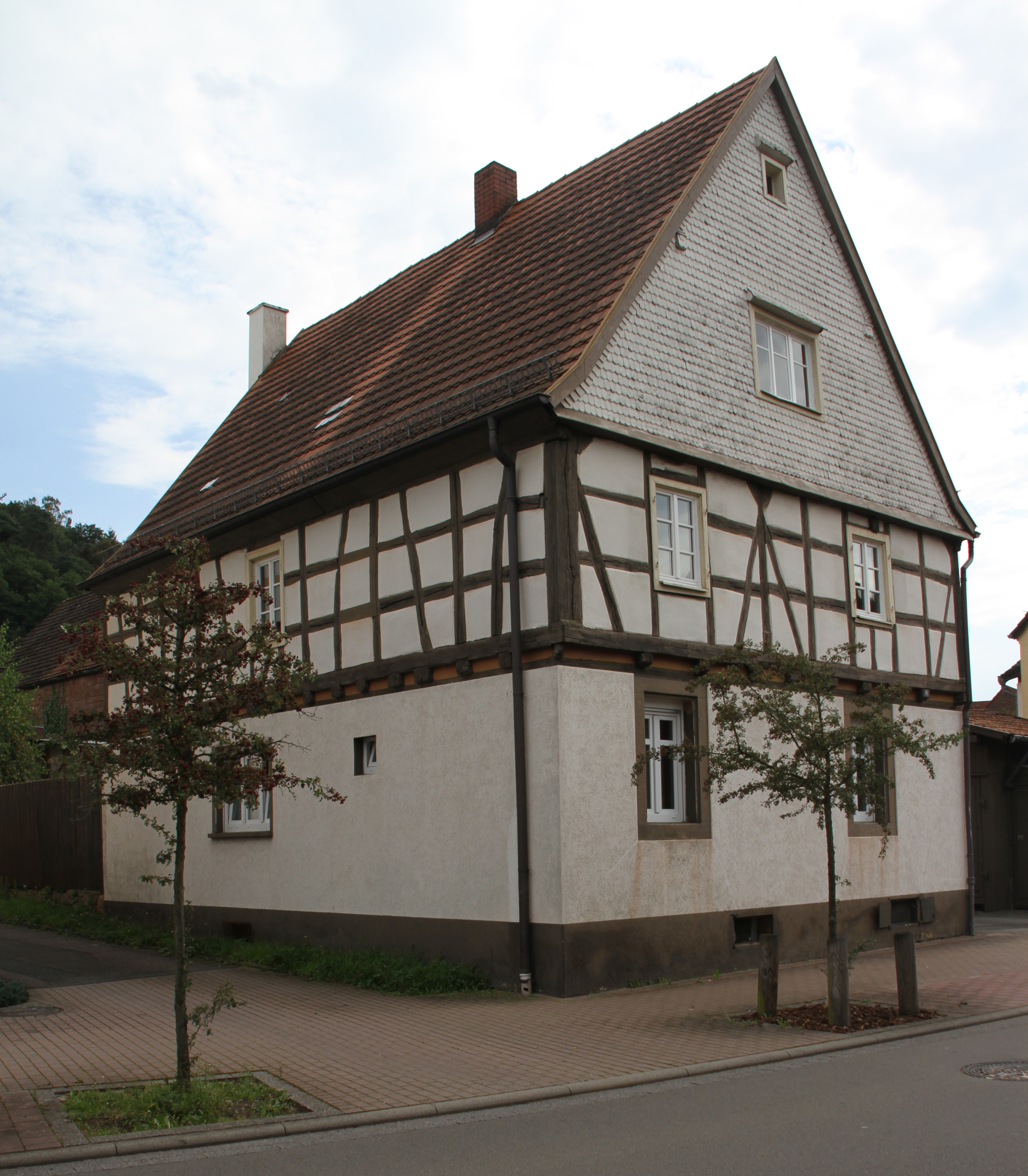
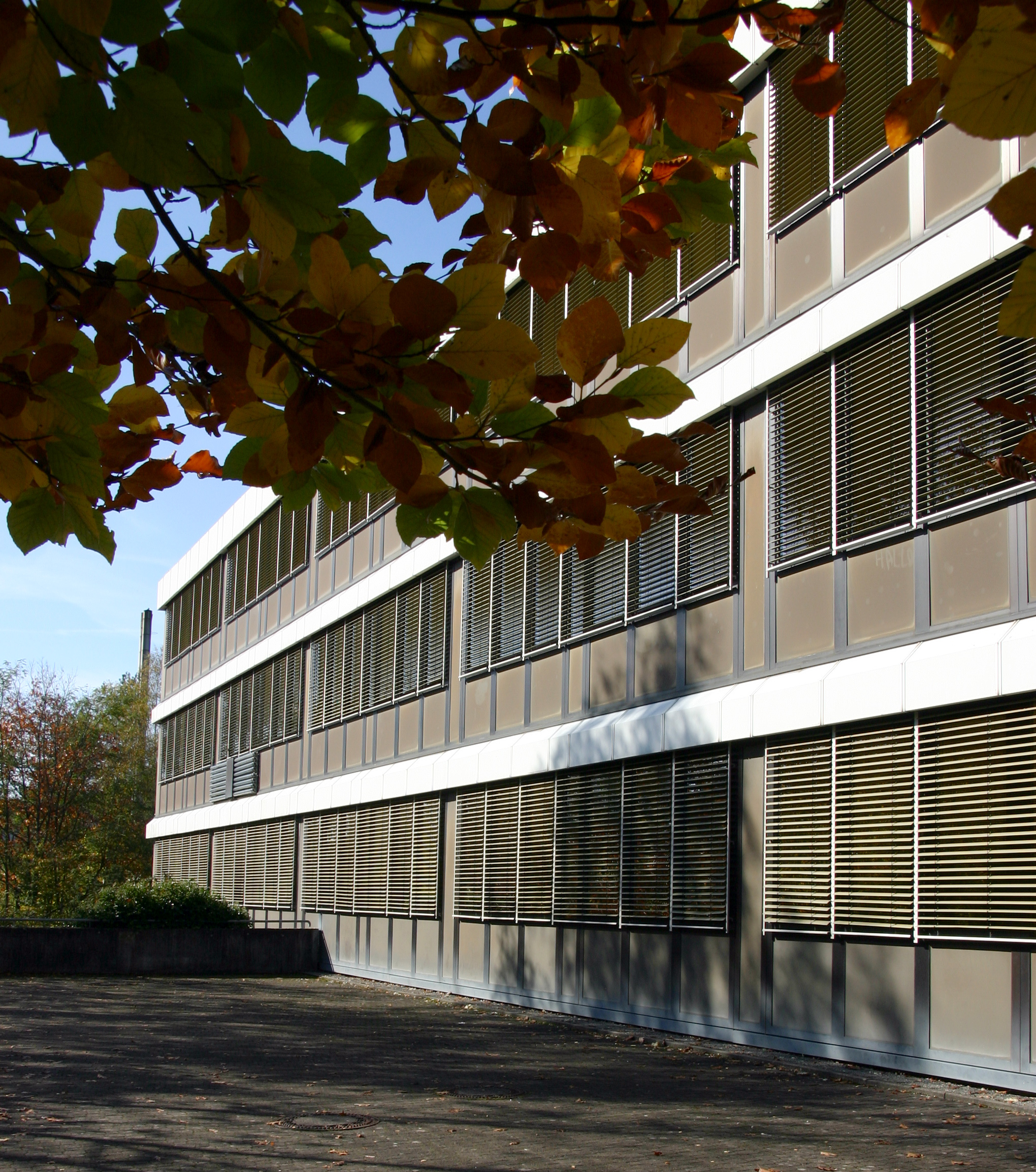
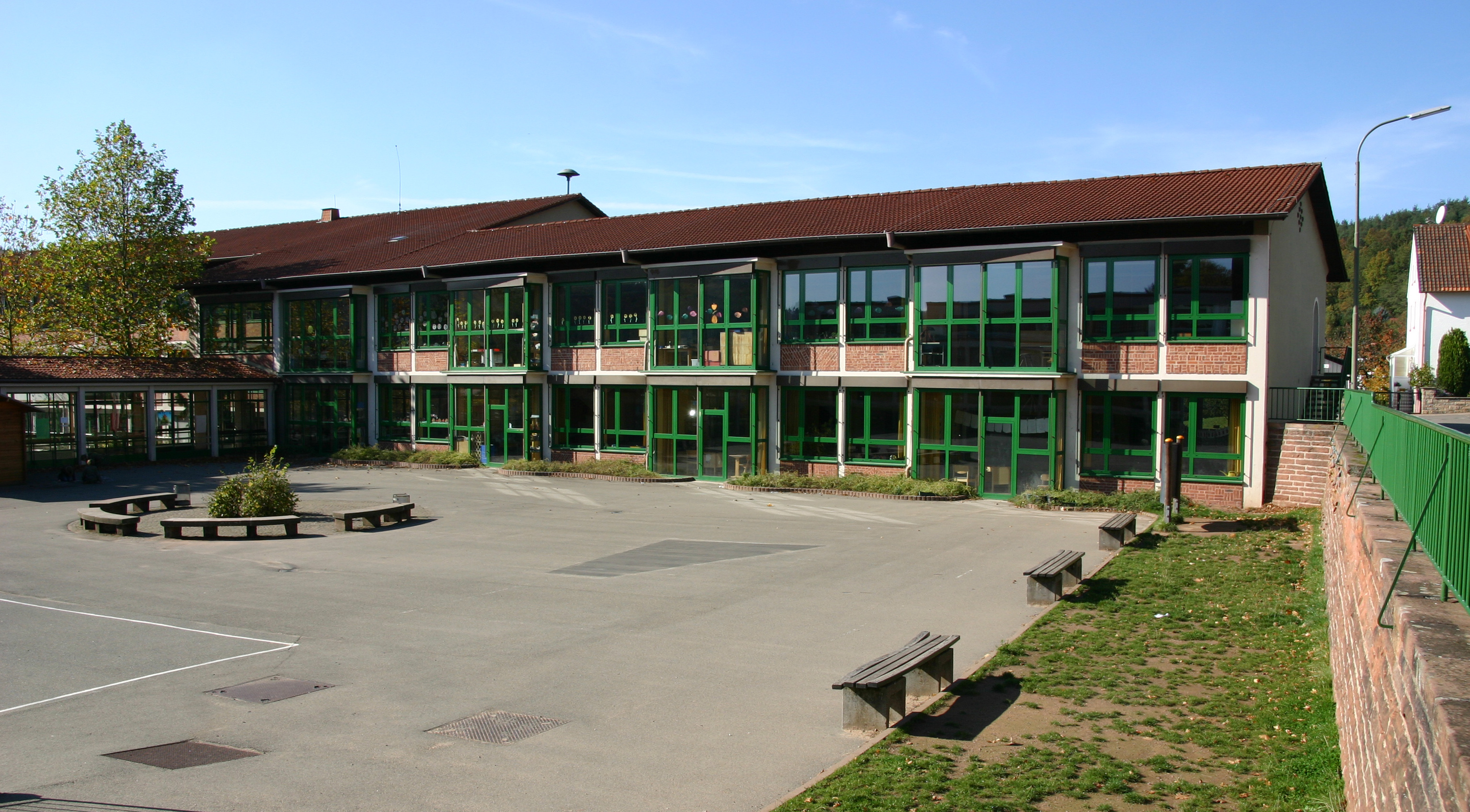
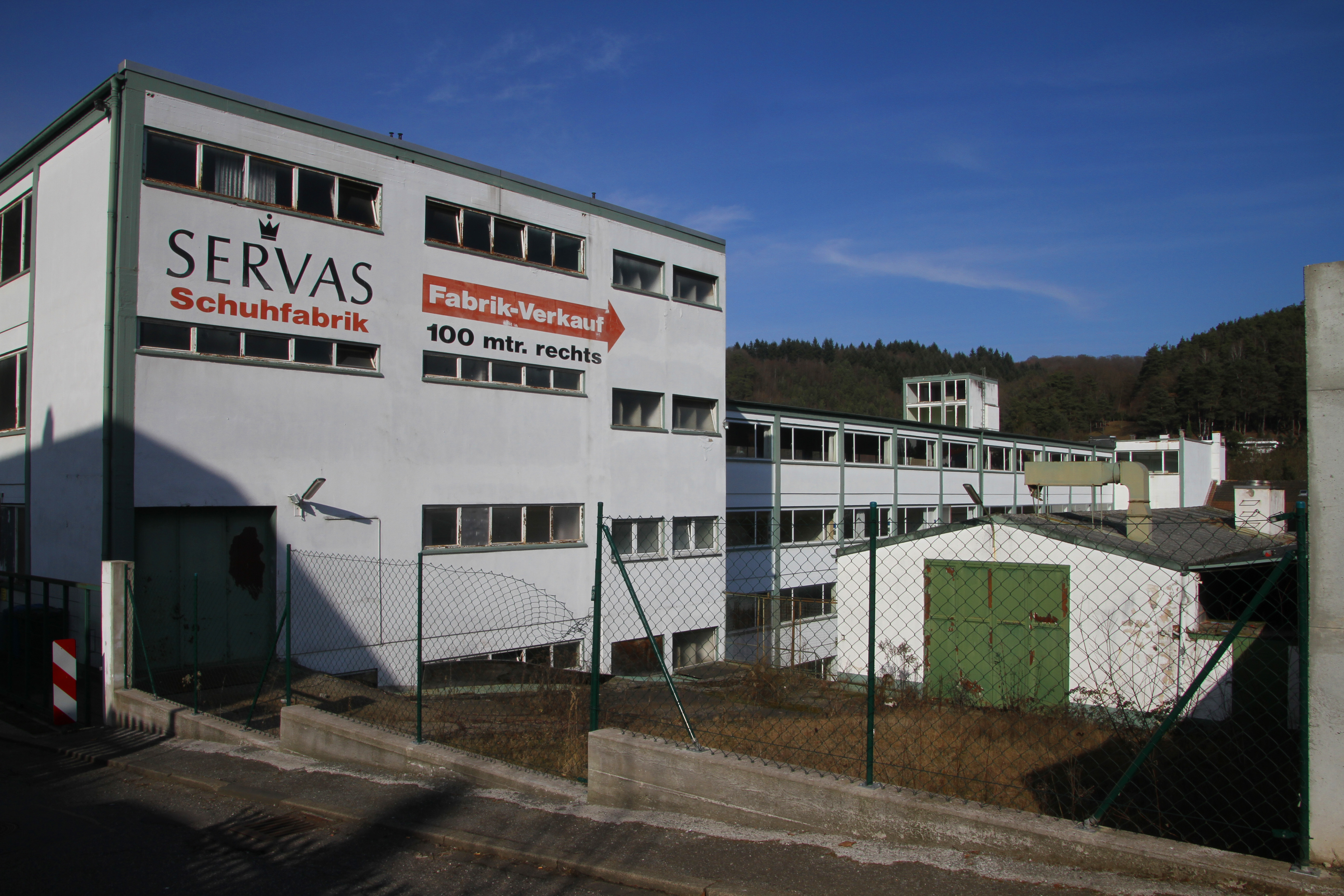